# های‌فای یونیکورن
های‌فای یونیکورن یا های-فای یونیکورن (انگلیسی: Hi-Fi Un!corn؛ کره‌ای: 하이파이유니콘؛ ژاپنی: ハイファイユニコーン) یک گروه پسرانه اهل ژاپن و کره جنوبی است که زیر نظر اف‌ان سی‌اینترتینمنت فعالیت می‌کند. این گروه از پنج عضو تشکیل شده است: کیم هیون-یول، سون کی-یون، یوم ته-مین، شوتو فوکوشیما و هیو مین. این گروه از طریق مجموعه نمایشی The Idol Band: Boy's Battle تشکیل شد و با تک‌آهنگ دیجیتالی «بر فراز رنگین‌کمان» در ژوئن ۲۰۲۳ شروع به کار کردند.